# Могильно-Посельское сельское поселение
Моги́льно-Посе́льский сельский округ — сельский округ в Большереченском районе Омской области.
Административный центр — село Могильно-Посельское.

## География
Могильно-Посельское сельское поселение расположено на юго-западе Большереченского муниципального района Омской области и занимает площадь 44,065 тыс. га., из которых:
- 25883 га — сельхозугодий,
- 11735 га — леса,
- 186 га — кустарники,
- 1568 га — озёра,
- 345 га — под застройками,
- 403 га. — под дорогами,
- 3805 га — болота,
- 145 га. — прочие земли.

## История
В начале 1920-х годов был образован Могильно-Посельский сельский совет Могильно-Посельской волости, с 1924 года Большереченского района.
В 1925 году из сельского совета был выделен Каиркульский сельский совет.
На 1926 год в состав сельского совета входили:
- село Могильно-Посельское;
- посёлок Кузнецовский;
- деревня Могильно-Старожильская.

В 1954 году к сельскому совету был присоединён Большемурлинский сельский совет.
В 1990-х годах сельский совет преобразован в сельскую администрацию.
В начале 2000-х годах сельская администрация преобразована в сельский округ.
Муниципальное образование Могильно-Посельское сельское поселение Большереченского муниципального района Омской области имеет правовой статус сельского поселения, действует на основании Устава Могильно-Посельского сельского поселения, принятым решением Совета Могильно-Посельского сельского поселения от 22.11.2005 г. № 23 и зарегистрированного Главным управлением Министерства юстиции Российской Федерации 22.12.2005 г. Административным центром Могильно-Посельского сельского поселения является село Могильно-Посельское.

## Административное деление
| статус  | населённый пункт     | год основания |
| ------- | -------------------- | ------------- |
| село    | Моги́льно-Посельско́е  | 1637          |
| деревня | Больши́е Мурлы́        | ?             |
| деревня | Ря́мовка              | 1883          |
| деревня | Мохово́е О́зеро        | 1851          |
| деревня | Моги́льно-Старожи́льск | 1770          |

## Население
| 2010  | 2011  | 2012  | 2013  | 2014  | 2015  | 2016  |
| ----- | ----- | ----- | ----- | ----- | ----- | ----- |
| 1757  | ↘1746 | ↘1741 | ↘1731 | ↘1696 | ↘1650 | ↘1631 |
| 2017  | 2018  | 2019  | 2020  | 2021  | 2023  |       |
| ↘1593 | ↘1568 | ↘1553 | ↘1515 | ↘1219 | ↘1183 |       |

Национальный состав населения на 01.01.2011 год составил:
- Русские — 84 %,
- Украинцы — 1 %,
- Казахи — 4 %,
- Немцы — 1 %,
- Татары — 10 %.

## Инфраструктура
Транспортная удалённость административного центра сельского поселения:
- от областного центра — 179 км;
- от районного центра — 25 км;
- от речного причала — 25 км.

Обеспеченность территориальными дорогами — 61 км, дорог общего пользования, в том числе с твёрдым покрытием 44,6 км. Уровень оборудования жилищного фонда водопроводом — 46 %. Общая площадь земельных ресурсов составляет 44 тыс. га, из них 24 тыс. га — сельскохозяйственные угодья.
На территории сельского поселения работают:
- 3 сельских ФАПа,
- 3 библиотеки,
- 3 сельских клуба
- центральный Дом культуры,
- СОШ,
- ООШ,
- 1 начальная школа,
- 1 детский сад,
- 19 магазинов,
- отделение связи,
- почта,
- сберкасса,
- лесничество,
- две охотничьи базы.

Сельское хозяйство на территории сельского поселения является базовым. Повышение жизненного уровня населения напрямую связано с развитием сельскохозяйственного производства различных форм собственности. На территории Могильно-Посельского сельского поселения зарегистрированы сельскохозяйственное предприятие ЗАО «Восход» мясо-молочного направления, 721 личное подсобное хозяйство. 